# Reggio di Calabria
Reggio di Calabria (južnokalabrijsko Riggiu; kalabrijsko grško Ρήγι, romanizirano Rìji), običajno in uradno imenovano Reggio Calabria ali med prebivalci preprosto Reggio, je največje mesto v Kalabriji in tudi sedež regionalnega sveta Kalabrije. Ocenjuje se, da ima med 150.000 in 200.000 prebivalcev in je enaindvajseto najbolj naseljeno mesto v Italiji, za Modeno in drugimi italijanskimi mesti, ter 100. najbolj naseljeno mesto v Evropi. Reggio Calabria je blizu središča Sredozemlja in je znano po svoji podnebni, etnični in kulturni raznolikosti. Je tretje gospodarsko središče celinske južne Italije. Približno 560.000 ljudi živi v metropolitanskem območju, ki ga je Italija leta 2015 priznala kot metropolitansko mesto.
Reggio se nahaja na 'prstu' italijanskega polotoka in je od otoka Sicilije ločen z Mesinskim prelivom. Stoji se na pobočju Aspromonteja, dolge, skalnate gorske verige, ki teče skozi središče regije.
Kot glavni funkcionalni poli v regiji ima močne zgodovinske, kulturne in gospodarske vezi z mestom Messina, ki leži čez preliv na Siciliji in tvori metro mesto z manj kot 1 milijonom ljudi.
Reggio je najstarejše mesto v regiji, v starih časih pa je bila pomembna in cvetoča kolonija Magna Graecia. Reggio ima sodoben urbani sistem, ki je nastal po katastrofalnem potresu leta 1908, ki je uničil večji del mesta. Pred tem potresnim dogodkom je bilo območje podvrženo številnim drugim prejšnjim potresom. Seizmičnost povzroča Reggio na Evrazijski plošči blizu prelomnice, kjer se sreča z Afriško ploščo, ki teče skozi preliv in deli dve evropski regiji Kalabrijo in Sicilijo na dve različni tektonski regiji.
Je glavno gospodarsko središče za regionalne storitve in promet na južnih obalah Sredozemlja. Reggio, z Neapljem in Tarantom, je dom enega najpomembnejših arheoloških muzejev, prestižnega nacionalnega arheološkega muzeja Magna Graecia (Museo Nazionale della Magna Grecia), posvečenega antični Grčiji (v katerem sta Bronasta bojevnika iz Riacea, redek primer grške bronaste skulpture, ki je postal eden od simbolov mesta). Reggio je od leta 1907 sedež arheološkega nadzorstva Brutija in Lukanije. 
Mesto je dom nogometnega kluba Reggina, ki je prej igral v italijanski prvi ligi.
Mestno središče, ki ga sestavljajo predvsem stavbe Liberty, ima linearni razvoj vzdolž obale z vzporednimi ulicami, promenada pa je posejana z redkimi magnolijami in eksotičnimi palmami. Reggio je pogosto uporabljal priljubljene vzdevke: mesto bronastih, po kipih iz Riaceja, ki pričajo o njegovem grškem izvoru; mesto bergamotke, ki se goji izključno v regiji; in mesto Fatamorgana, optični fenomen, viden v Italiji samo z obale Reggio.

## Etimologija
V svoji 3500-letni zgodovini se je Reggio pogosto preimenoval. Vsako ime ustreza glavnim zgodovinskim fazam mesta:
- Eritra (grško 'rdeča'), domnevno ime predgrške naselbine.
- Rhegion (Ῥήγιον), grško mesto od 8. do 3. stoletja pr. n. št.
- Fojbeja (po Apolonu), kratko obdobje pod Dionizijem II. Sirakuškim, v 4. stoletju pr. n. št.
- Regium ali Rhegium, njegovo prvo latinsko ime, v 3. in 2. stoletju pr. n. št.
- Rhegium Julii (Reggio Giulia), v obdobju Rimskega cesarstva.
- Riyyu, arabsko ime pod kratkotrajno prevlado Sicilskega emirata med 10. in 11. stoletjem.
- Rìsa, pod Normani, med 11. in 12. stoletjem.
- Regols, katalonsko ime pod Aragonsko krono, v poznem 13. stoletju.
- Reggio ali Regio, običajno italijansko ime v srednjem in novem veku.
- Reggio di Calàbria, po združitvi Italije (razločiti ga je treba od Reggio di Lombardia ali di Modena – ki sta v severni Italiji – ki se je preimenovalo v Reggio nell'Emilia).

Toponim mesta morda izhaja iz italske besede rec (kar pomeni 'kralj', sorodno z latinsko rex). Starogrški in rimski etimologi so ga izpeljali iz grškega regnynai (ῥηγνυναι, 'zlom'), ki se nanaša na mitski potres, v katerem se je Sicilija odcepila od italijanske celine.

## Zgodovina

### Antika
Zgodovina območja pred prihodom Grkov v 8. stoletju pred našim štetjem ni zanesljivo znana. Mitska poročila beležijo vrsto različnih ljudstev v regiji, vključno z Oski (včasih imenovani Opici), Trojanci, Enotri, Liguri, Avzoni, Mamertinci, Taureani, Sikuli, Morgetes in Itali. Trdijo tudi, da je bila dežela okoli Reggia najprej znana kot Saturnia ali Neptunia. Izraz Italija se je sprva nanašal na območje okoli Reggia, preden se je razširil na današnjo južno Kalabrijo (kasneje znano kot Bruttium) in končno postal ime celotnega italijanskega polotoka okoli 3. stoletja pr. n. št.. Domnevno ime izvira iz kralja Itala, enotrijskega kralja regije.
Za Cumae je bila Reggio ena prvih grških kolonij v južni Italiji. Kolonijo so naselili prebivalci Halkide leta 730 ali 743 pr. n. št. na mestu starejše naselbine Eritra (Ερυθρά), kar pomeni 'rdeča'. Legendarni ustanovitelj mesta je bil kralj Iokast, Eolov sin, ki naj bi bil pozneje pokopan na rtu Punta Calamizzi (imenovanem Pallantion) in se je pojavil na mestnih kovancih. Kolonija je ohranila ime Rhegion (Ῥήγιον). Periplus Psevdo-Skilaks tudi piše, da je bilo grško mesto.
Rhegion je bilo eno najpomembnejših mest v Magna Graecia, ki je doseglo veliko gospodarsko in politično moč v 5. in 6. stoletju pr. n. št. pod Anaksilom, ki je kot tiran vladal od 494 do 476 pr. n. št. Anaksil je osvojil Zancle (sodobno Messino) in razširil regijski nadzor na obe obali Mesinskega preliva. Poskušal je osvojiti tudi Locri leta 477 pr. n. št., vendar je bil zavrnjen. Ko je leta 476 pr. n. št. umrl, sta bila njegova sinova premlada, da bi vladala, zato je oblast prevzel njun regent Mikit. Pod njegovo vladavino je Rhegion leta 471 pr. n. št. ustanovil kolonijo Pyxous (sodobno Policastro Bussentino) v Kampaniji. Hieron I. Sirakuški je orkestriral Mikitovo odstranitev z oblasti leta 467 pr. n. št., nato pa sta Anaksilajeva sinova vladala sama, dokler nista bila odstavljena leta 461 pr. n. št.. Med peloponeško vojno se je Rhegion povezal z Atenami. Atenski napis (IG I3 53) poroča o obnovitvi tega zavezništva leta 433 pr. n. št.. Atenci so med prvo sicilsko ekspedicijo (427–425 pr. n. št.) podprli Rhegio v vojni z Locrijem. Vendar, ko so Atenci leta 415–413 pr. n. št. sprožili veliko večjo sicilsko ekspedicijo, jim je Rhegion ponudil le omejeno pomoč.
Med tretjo sicilsko vojno je Rhegion postal sovražen Dioniziju I. Sirakuškemu. Mesto je prvič napadel leta 396 pr. n. št., a je bil zavrnjen. Dionizij je leta 389 pr. n. št. uničil regijsko mornarico, leta 388 pr. n. št. ponovno oblegal mesto in ga, ko je leta 387 pr. n. št. končno padlo, uničil. Njegov sin Dionizij II. je leta 360 pr. n. št. ponovno ustanovil mesto kot 'Febejo'. Ko so ga leta 356 pr. n. št. izgnali iz Sirakuz, je obdržal nadzor nad Febejo, vendar so jo leta 351 pr. n. št. zavzele sirakuške sile pod vodstvom Leptina in Kalipa. Rhegion se je nato vrnil na prvotno ime.
Skozi klasično antiko je Rhegion ostal pomembno pomorsko in trgovsko mesto ter kulturno središče, kar dokazuje prisotnost akademij umetnosti, filozofije in znanosti, kot je Pitagorejska šola, pa tudi njen znani pesnik Ibycus, zgodovinar Ippys, muzikolog Glaucus ter kiparja Pitagora in Clearchus.
Rhegion je leta 282 pr. n. št., malo pred Pirovo vojno, sklenil zavezništvo z Rimsko republiko. Legio Campana pod poveljstvom Decija Vibela je bila postavljena kot garnizija, a je nato izvedla nasilen državni udar in prevzela nadzor nad mestom. Rimske sile so leta 271 pr. n. št. odstavile Decija in obnovile neodvisnost mesta. Nato je bil Rhegion pomemben zaveznik Rima s statusom municipija in socia navalis (pomorski zaveznik). Ohranil je svoje grške običaje in jezik ter svojo kovnico. Bilo je osrednje središče tako za pomorski kot celinski promet, ki ga je dosegel zadnji del Via Popilia, ki je bila zgrajena v 2. stoletju pred našim štetjem in se je pridružila starejši Via Appia v Capui, južno od Rima. Blizu Rhegiona, ob Mesinskem prelivu, je bilo prometno pristanišče Columna Rhegina. Pod cesarjem Avgustom se je mesto preimenovalo v Rhegium Juli v čast cesarjevega posvojitelja Julija Cezarja in je bilo sedež corrēctorja (guvernerja) Regio III Lucania et Bruttii (najjužnejše od enajstih regij, na katere je bila razdeljena Italija). Leta 61 n. št. je apostol sveti Pavel šel skozi Rhegium na svojem zadnjem potovanju proti Rimu,Apd 28,13 (Od tod smo vzdolž obale jadrali v Région) spreobrnil prve lokalne kristjane in po izročilu postavil temelje pokristjanjenju Brutija.
Rhegium se je v cesarskih časih ponašal z devetimi termami, od katerih je ene še danes vidne na morski obali. Zaradi potresne dejavnosti so območje pogosto prizadeli potresi, kot na primer leta 91 pr. n. št., leta 17, 305 in 374 n. št.

### Srednji vek
Zaradi strateškega pomena mesta so v Reggio v zgodnjem srednjem veku prišle številne okupacijske vojske.
Vpadi Vandalov, Langobardov in Gotov so se zgodili v 5.–6. stoletju. Nato je pod bizantinsko vladavino postal metropola bizantinskih posesti v Italiji in je bil med letoma 536 in 1060 večkrat tudi glavno mesto vojvodine Kalabrije. Po vojnah med Langobardi in Bizantinci v 6. stoletju, se je Bruttium preimenoval v Kalabrijo.
Kot bizantinsko kulturno središče so se nekateri menihi tam lotili pisarskega dela in prepisovali starodavna klasična dela. Do 15. stoletja je bila Reggio ena najpomembnejših škofij grškega obreda v Italiji – še danes se grške besede uporabljajo in so prepoznavne v lokalnem govoru, bizantinske izraze pa lahko najdemo v lokalni liturgiji, verskih ikonah in celo v lokalnih receptih. V tem obdobju so nenehne migracije Grkov, ki so bežali pred slovansko invazijo na Peloponez, še okrepile helenski element mesta.
Arabci so leta 918 zasedli Reggio in nekaj njenih prebivalcev zadržali za odkupnino ali pa jih držali ujetnike kot sužnje. Za kratka obdobja v 10.–11. stoletju so mestu vladali Arabci in preimenovano v Rivàh (ali včasih Rŷu) je postalo del Sicilskega emirata. V obdobju arabske vladavine so bile v Kalabrijo uvedene različne koristne ideje, kot so agrumi, murve (uporabljajo se pri proizvodnji svile) in več načinov kuhanja lokalne zelenjave, kot so jajčevci. Arabci so uvedli vodni led in sladoled ter močno izboljšali kmetijske in hidravlične tehnike za namakanje.
Leta 1005 je krščanska flota, ki je prihajala iz Pise, oplenila mesto in pobila vse Saracene na veliko veselje lokalnega prebivalstva. Leta 1060 so Normani pod vodstvom Roberta Guiscarda in Rogerja I. Sicilskega zavzeli Reggio, vendar so se grški kulturni in verski elementi ohranili do 17. stoletja. Leta 1194 sta Reggio in celotna južna Italija pripadla Hohenstaufnom, ki so jo imeli do leta 1266. Leta 1234 je bil z odlokom kralja Friderik II. ustanovljen mestni sejem.
Od leta 1266 so ji vladali Anžujci, pod katerimi se je življenje v Kalabriji poslabšalo zaradi njihove nagnjenosti k kopičenju bogastva v svoji prestolnici, Neaplju, zaradi česar je Kalabrija ostala v oblasti lokalnih baronov. Leta 1282 se je Reggio med sicilskimi večernicami zbral v podporo Messini in drugim mestom na vzhodni Siciliji zaradi skupne zgodovine, trgovskih in kulturnih interesov. Od 1147 do 1443 in ponovno od 1465 do 1582 je bila Reggio prestolnica kalabrijske Giustizierato. Podpirala je aragonske sile proti hiši Anžu. V 14. stoletju je dobila nove upravne pristojnosti. Leta 1459 so Aragonci povečali svoj srednjeveški grad.
Reggio je bil v srednjem veku najprej pomembno središče kaligrafije in nato tiskarstva po izumu. Ponaša se s prvo datirano, tiskano izdajo hebrejskega besedila, komentarja Rašija na Petoknjižje, natisnjenega leta 1475 v La Giudecca v Reggiu, čeprav učenjaki menijo, da je Rim mesto, kjer se je začelo hebrejsko tiskanje. Judovska skupnost v Reggiu je veljala tudi za mednarodno vodilno po barvanju in trgovanju s svilo: svilo tkano v Reggiu so cenili in kupovali Španci, Genovežani, Nizozemci, Angleži in Benečani, saj je bila priznana kot najboljša svila v Neapeljskem kraljestvu.

### Zgodnje novoveško obdobje
Od zgodnjega 16. stoletja je bilo Neapeljsko kraljestvo pod španskimi Habsburžani, ki so v Reggio postavili podkralja od 1504 do 1713. 16. in 17. stoletje je bilo obdobje propada zaradi visokih španskih davkov, kuge, potresa leta 1562 in osmanskih vpadov, ki jih je Reggio utrpel med letoma 1534 in 1594. Leta 1534 so se meščani soočili z napadom osmanske flote pod vodstvom Hajredina Barbarosse in zapustili Reggio. Barbarossa je ujel osemsto tistih, ki so ostali in nato požgal mesto. Potem ko so barbarski pirati leta 1558 napadli Reggio, so večino njenih prebivalcev odpeljali kot sužnje v Tripoli.
Leta 1714 je južna Italija postala last avstrijskih Habsburžanov, ki so ostali do leta 1734, ko so jih zamenjali španski Burboni. Reggio je bil glavno mesto Calabria Ulteriore Prima od 1759 do 1860. Leta 1783 je katastrofalen potres poškodoval Reggio, celotno južno Kalabrijo in Messino.
Dragoceni agrum, pomarančno bergamot, so gojili in uporabljali na območju Reggio že od 15. stoletja. Do leta 1750 so ga intenzivno gojili na območju Rada Giunchi v Reggiu in je bil prvi nasad te vrste na svetu.
Leta 1806 je Napoleon Bonaparte zavzel Reggio in mesto naredil za vojvodino in generalni štab. Po padcu prvega, leta 1816, sta se dve starodavni kraljevini Neapelj in Sicilija združili in postali Kraljevina dveh Sicilij.
V 19. stoletju so uredili nove javne vrtove, olepšali so piazze (trge), odprli so kavarne in gledališče. Na novo odprti obmorski promenadi so slovesno odprli Mestni muzej. Pravzaprav je približno 60 let po opustošenju, ki ga je povzročil potres leta 1783, angleški popotnik in slikar Edward Lear pripomnil: »Reggio je res en ogromen vrt in nedvomno eden najlepših krajev na zemlji. Napol porušen grad, čudovite barve in slikovite oblike, gleda na vse dolgo mesto, široke ožine in zasneženi Mongibello onkraj.«

### Pozna moderna in sodobna
21. avgusta 1860 je med Battaglia di Piazza Duomo (Bitka na stolničnem trgu) je Giuseppe Garibaldi osvojil Kraljevino obeh Sicilij. Bruno Antonio Rossi (župan mesta Reggio po zgodovinarju Domenicu Spanòju Bolaniju, ki je državljanom pomagal v preteklih turbulentnih letih) je prvi v kraljestvu razglasil novo Garibaldijevo diktaturo in konec vladavine Franca II..
28. decembra 1908 ob 5.21 zjutraj je mesto prizadel močan potres, ki je močno tresel 31 sekund. Škoda je bila še večja v Messini čez preliv. Ocenjuje se, da je v Reggiu umrlo 25.000 ljudi, v Messini pa 65.000. Reggio je izgubil 27 % svojih prebivalcev, Messina pa 42 %. Deset minut po katastrofalnem potresu je tiste, ki so se skušali rešiti z begom proti odprtim obalnim prostorom, zajel 10 metrov visok cunami. Trije 6–12 metrski valovi so odnesli celotno obalo. |Potres v Messini iz leta 1908 ostaja eden najhujših v sodobni zahodnoevropski zgodovini.
Med drugo svetovno vojno je zaradi svojega strateškega vojaškega položaja mesto utrpelo uničujoč zračni napad in bilo leta 1943 uporabljeno kot tarča invazije britanske 8. armade, kar je vodilo do zavzetja mesta. Po vojni si je Reggio precej opomogel. V letih 1970–71 je bilo mesto prizorišče ljudske vstaje, znane kot Moti di Reggio, proti vladni izbiri Catanzara za prestolnico na novo ustanovljene dežele Kalabrija. Upor so prevzeli mladi neofašisti italijanskega socialnega gibanja, ki jih podpira 'Ndrangheta, kriminalna organizacija mafijskega tipa s sedežem v Kalabriji. Protesti v Reggio di Calabria so bili izraz nezadovoljstva zaradi kronizma in pomanjkanja industrijskega načrtovanja. V 1970-ih in 1980-ih je Reggio šel skozi dvajset let naraščajočega organiziranega kriminala Ndranghete in propadanja mest. Mesto je dom več 'ndrinov, kot sta klana Condello-Imerti in De Stefano-Tegano, ki sta bila v tem obdobju vpletena v krvave vojne drug proti drugemu. 'Ndrangheta izsiljuje denar za zaščito (pizzo) iz vsake trgovine in uspešnega podjetja v mestu in ima večjo moč kot mestni svet pri podeljevanju dovoljenj trgovcem na drobno.
Spirala korupcije je svoj zenit dosegla v zgodnjih 1990-ih. Takratni župan Agatino Licandro je priznal, da so poročali, da »v mestno hišo prihajajo kovčki, napolnjeni z denarjem, ven pa gredo prazni«. Zaradi korupcijskih škandalov po vsej državi je bila večina mestnega sveta aretirana. Od začetka 1990-ih je tako imenovana Primavera di Reggio (Reggio pomlad) - spontano gibanje ljudi in vladnih institucij - spodbudilo okrevanje mesta ter prenovljeno in močnejšo identiteto. Simbol Reggio pomladi je Lungomare Falcomatà, obmorski bulvar, poimenovan po Italu Falcomatu, levosredinskemu županu, ki je dal pobudo za oživitev mesta.
9. oktobra 2012 se je italijanska vlada odločila razpustiti mestni svet mesta Reggio Calabria zaradi infiltracije Ndranghete. Do te poteze je prišlo po tem, ko so nekateri svetniki osumili, da so povezani z močno kriminalno združbo pod 10-letno desnosredinsko vladavino Giuseppeja Scopellitija, župana od leta 2002 do 2010. Njegovega naslednika, desnosredinskega župana Demetria Areno in vseh 30 mestnih svetnikov, so odpustili, da bi preprečili kakršno koli "mafijsko okužbo" v lokalni vladi. To je bilo prvič, da je bila zaradi domnevnih povezav z organiziranim kriminalom razrešena celotna vlada glavnega mesta province. Trije komisarji so mesto vodili 18 mesecev do novih volitev. Po navedbah protimafijskih preiskovalcev leta 2016 je bil Scopelliti izvoljen zaradi glasov 'Ndranghete.

### Potresi v zgodovini
Reggio so v preteklih stoletjih večkrat uničili potresi, na primer leta 91 pr. n. št., po katerem je bilo mesto po ukazu cesarja Avgusta obnovljeno, nato pa je sledil še en leta 17 n. še enega leta 305 našega štetja in spet drugega leta 374. Leta 1562 je eden uničil naravno, srednjeveško pristanišče mesta in povzročil potopitev rta Calamizzi, v starih časih znanega kot Pallantiòn, kamor so, kot nam pravijo, stopili prvi grški naseljenci Calcidesi. Posebno uničujoča leta 1783 in leta 1908, ki je bila najhujša naravna nesreča v Evropi v človeškem spominu, sta močno spremenila urbani vidik mesta zaradi zaporednih prezidav, ki so dale današnjo postavitev ravnih, križajočih se cest, ki sta jih načrtovala Giovanbattista Mori leta 1784 in Pietro de Nava leta 1911. Toda nekatere takratne urbanistične politike so bile sprejete brez spoštovanja do arhitekturne zgodovine Reggia, kot kaže rušenje preostalega normanskega dela gradu po zadnjem velikem potresu leta 1923.

### Evropski popotniki, ki so obiskali Reggio
Čeprav sta bili Reggio in Kalabrija na splošno manj priljubljeni destinaciji kot Sicilija ali Neapelj za prve severnoevropske popotnike, je več slavnih imen, kot so Flamec Pieter Bruegel starejši (ok. 1550), Nemec Johann Hermann von Riedesel (leta 1767), Francoza Jean Claude Richard de Saint-Non (leta 1778) in Stendhal (leta 1817), britanski popotniki Henry Swinburne (leta 1775), Richard Keppel Craven (leta 1820), Craufurd Tait Ramage (leta 1828), družina Strutt in Elizabeth Byron (leta 1840), Edward Lear (leta 1847), Norman Douglas (leta 1911), David Herbert Lawrence (leta 1920) in Eric Whelpton (leta 1950) ter Belgijec Jules Destrée (leta 1915 in leta 1930) so obiskali Reggio.

## Geografija
Mesto leži na vzhodni strani Mesinskega prelivae, nasproti Messine (Sicilija).
Sosednje občine so Bagaladi, Calanna, Campo Calabro, Cardeto, Fiumara, Laganadi, Motta San Giovanni, Montebello Ionico, Roccaforte del Greco, Sant'Alessio in Aspromonte, Santo Stefano in Aspromonte, Villa San Giovanni.
Občinsko ozemlje se razprostira vzdolž vzhodne obale Mesinske ožine v dolžini približno 32 km in proti vzhodu, od morja do gora, v dolžini še približno 30 km, s sredinsko obalo, hribovitimi in gorskimi območji. Mesto zavzema skupno površino 236,02 km2 in se razteza od najmanjše nadmorske višine 0 metrov do največ 1803 m nadmorske višine.
Zgodovinsko središče je bilo obnovljeno na povprečni nadmorski višini 31 m. zaradi prevelike bližine morja, ki je med cunamijem leta 1908 povzročilo na tisoče smrtnih žrtev. Celotna obala pred zgodovinskim središčem je bila zato poravnana na treh delih, Via Marina Bassa, Via Marina Alta in botanični pas. Geografsko je glavno jedro med reko Annunziata (sever) in reko Calopinace (jug), medtem ko se preostalo občinsko ozemlje razteza od Catone (sever) do Bocale (jug).
V zaselku Bocale mesto prečka 38. vzporednik, kjer je postavljen obelisk z monolitom kararskega marmorja. V metropolitanskem območju, natančneje v občini Palizzi, je najjužnejši kraj italijanskega polotoka, Heraklejev rt, danes Capo Spartivento, kjer je bil leta 1867 zgrajen svetilnik Capo Spartivento, na 64 m nadmorske višine z lučko, vidno do 22 navtičnih milj.
Za ozemlje je značilna posebna rodovitnost zaradi obilice vode, samo metropolitansko ozemlje prečka sedem rek in milo podnebje, kljub temu da je orografija večinoma hribovita in gorata s pogledom na morje, vidik, ki je dal prednost terasasti pridelavi in predelavi drevesnih pridelkov, ki se zlahka prilagodijo vsakemu terenu in hkrati opravljajo drenažno funkcijo proti eroziji ozemlja. Vzdolž južnega obalnega pasu rastejo citrusi, vinska trta in še posebej bergamot.
Tudi na južni obali je še posebej razširjena murva, v preteklosti nepogrešljiva rastlina za proizvodnjo svile, njeni plodovi pa so bili najprimernejša hrana za sviloprejke. V preteklosti je mesto gostilo več predilnic na območju Villa San Giovanni in od leta 1600 je bilo močno znano po kakovosti tkanin, izvoženih na preostalo celino[23], in veliki količini proizvodnje, ki je bila izraz naprednega industrijskega sistema.
Z izjemno visoko gostoto prebivalstva je bilo mesto  Reggio di Calabria v študiji 386 evropskih mest navedena kot mesto z najmanj zelenimi površinami. Študija je poročala, da se je pokritost zelenih površin izrazito razlikovala, v povprečju 18,6 odstotka in »v razponu od 1,9 (Reggio di Calabria, Italija) do 46 (Ferrol, Španija) odstotkov«. Študija je nadalje poročala, da se je »zagotovljenost zelenih površin na prebivalca razlikovala za dva reda velikosti, od 3 do 4 m2 na osebo v Cádizu, Fuenlabradi in Almeríi (Španija) ter Reggio di Calabria (Italija) do več kot 300 m2 v Liègeu (Belgija), Oulu (Finska) in Valenciennesu (Francija)«. Celo tako imajo zunaj mestnega območja bližnja vzpetina veliko zelenih površin in obsežnih gozdov. To vključuje narodni park Aspromonte.

### Podnebje
Po Köppnovi podnebni klasifikaciji ima Reggio di Calabria tipično sredozemsko podnebje (Köppen: Csa). Njegovo podnebje ima toplejše dni in hladnejše noči kot Messina, ki leži na drugi strani preliva. Padavine so še ena velika razlika, saj Messina prejme približno 300 mm več.

### Morfologija ozemlja
Občinsko ozemlje mesta je del bazena Reggio Calabria, strukture tipa graben, ki je omejena z običajnimi prelomi in horsti Campo Piale na severu in Aspromonte na vzhodu. Mesto se razprostira na pretežno aluvialnem in deltastem površju, ki je nastalo z odlaganjem sedimentov, ki jih prenašajo številne reke, ki tečejo po ozemlju. Hriboviti sistem je sestavljen iz srednje nagnjenih peščenih sedimentov do pobočij Aspromonte paleozojske kristalinsko-metamorfne narave, medtem ko se obalna obala razvija z relativno vijugastim trendom in je značilna izboklin in vdolbin v skladu z vodotoki.
Seizmična klasifikacija: cona 1 (visoka seizmičnost), Odredba PCM št. 3274 z dne 20.3.2003.

## Gospodarstvo
Reggio kljub velikemu številu prebivalcev ohranja nekoliko podeželski ambient. Industrija v mestu se vrti predvsem okoli kmetijstva in izvoza, sadja, tobaka, briara in dragocene esence bergamotke, ki se uporablja v proizvodnji parfumov. Reggio je pristaniško mesto z obsežno ribiško industrijo.
Plaže v mestu so postale priljubljena turistična destinacija. Turizem je razporejen med obalo Jonskega morja (Costa Jonica), obalo Tirenskega morja (Costa Viola, Vijolična obala) in goro Aspromonte za mestom, ki vsebuje naravni rezervat narodnega parka Aspromonte, kjer je na nadmorski višini 1300–1950 metrov panoramski pogled na Mesinski preliv od zasnežene gore Etna do Eolskih otokov.

## Glavne znamenitosti
- Grad, ki je bil prvotno zgrajen pred letom 540 našega štetja in so ga povečali Normani in kasneje Aragonci leta 1459, [59] delno raztrgan v poznem 19. stoletju in leta 1923, je zdaj dom umetniških razstav.
- Stolnica v Reggiu, ponovno zgrajena po potresu v Messini leta 1908.
- Cerkev svetega Gaetana Catanosa v soseski Spirito Santo. V njej je steklena grobnica istoimenskega svetnika, v svetišču pa tudi muzejski eksponati.
- Cerkev Optimatov, zgrajena v bizantinsko-normanskem slogu, vsebuje zanimive srednjeveške umetnine.

- Nacionalni arheološki muzej Magna Graecia (Museo Nazionale della Magna Grecia), posvečen antični Grčiji, naslednik prejšnjega Mestnega muzeja (ustanovljen leta 1819); stavba je bila zgrajena leta 1932 po projektu Marcella Piacentinija pod pokroviteljstvom arheološkega nadzornika Edoarda Gallija.
- Villa Genoese-Zerbi je moderna vila v beneškem slogu (neogotika) iz 14. stoletja. Je sedež razstave Beneškega bienala v južni Italiji.
- Palazzo Nesci je dvorec v neoklasicističnem slogu; je ena redkih stavb iz 19. stoletja, ki je preživela potres leta 1908.
- Mestna umetniška galerija (Pinacoteca Comunale) hrani dela Antonella da Messine (Abrahamu strežejo angeli in sv. Hieronim v pokori), Mattia Pretija, Luce Giordana, Giuseppeja Benessaija in drugih.
- Piccolo Museo San Paolo, muzej z zbirko srednjeveških bizantinskih in ruskih umetniških predmetov.

- Soprintendenza alle Antichità della Calabria, ustanovljena leta 1907 kot arheološka nadzornica Bruttiuma in Lukanije.
- Bronasta bojevnika iz Riacea, ki jih je mogoče videti v pomembnem Nacionalnem muzeju Magna Graecia, so nekatere od glavnih turističnih destinacij v Reggiu.
- Lungomare Falcomatà, obmorska promenada v središču mesta, je plavalna destinacija in glavni simbol poletne movide; Nando Martellini ga je opredelil, citirajoč pesnika Gabrieleja D'Annunzia, kot »najlepši kilometer Italije«.[41]
- Botanični vrtovi s pogledom na morje.
- Obzidje starodavnega mesta, enega redkih preostalih primerov prvotnega grškega obzidja, je razdeljeno na štiri ločene dele. Tista na obali Falcomatà je iz 5.–4. stoletja pr. n. št. in jo pripisujejo rekonstrukciji mesta, ki jo je izvedel Dionizij II. Sirakuški.
- Ostanki rimskih term ob obmorski promenadi.
- Arheološka izkopavanja Piazza Italia, ki je bil osrednji trg Reggia od obdobja Magna Graecie do danes.
- Arheološko najdišče Griso Laboccetta, starodavno grško in rimsko sveto območje.
- Arheološka izkopavanja v bližini cerkve San Giorgio al Corso.
- Druga najdišča arheološkega pomena v zgornjem vzhodnem delu mesta, kot so grški dvorec, nekropola ali nekatera starogrška obzidja in zanimivi bizantinski predmeti v bližini ulice Reggio Campi.